# Restaurant Brands International
Restaurant Brands International Inc. (RBI) — канадская компания, управляющая сетями кофеен и ресторанов быстрого обслуживания. Образовалась в 2014 году слиянием канадской сети кофеен Tim Hortons и американской сети фаст-фудов Burger King. Штаб-квартира расположена в Торонто (провинция Онтарио).

## История
Переговоры о слиянии Tim Hortons с Burger King начались в августе 2014 года. Сделка подвергалась критике в США, поскольку более крупная компания Burger King после слияния сменяла место регистрации с Флориды, где налог на прибыль составлял 35 %, на Онтарио, где налог составлял 15 %. Тем не менее сделка стоимостью 12,5 млрд долларов была закрыта в декабре того же года.
В феврале 2017 года была куплена сеть Popeyes, насчитывавшая 2600 ресторанов быстрого обслуживания; стоимость сделки составила 1,8 млрд долларов. В ноябре 2021 года за 1 млрд долларов была куплена сеть Firehouse Subs.

## Деятельность
Компания объединяет 4 сети заведений фаст-фуда (Tim Hortons, Burger King, Popeyes и Firehouse Subs), их общий оборот составляет около 35 млрд долларов, сети насчитывают 30,7 тыс. заведений в более чем 100 странах мира. Почти все заведения работают на правах франчайзинга, договор с франчайзи заключается как правило на 10—20 лет и предусматривает еженедельную платы за использование бренда в размере 3—5 % с выручки. Для большинства точек компания осуществляет снабжение продуктами и оборудованием, для 5 тыс. точек арендует недвижимость, сдавая её затем в поднайм франчайзи. По состоянию на 2022 год компании принадлежало только 137 точек.
Выручка компании за 2022 год составила 6,5 млрд долларов, из них 2,8 млрд принесли собственные рестораны, а 2,7 млрд — плата за франшизу и аренду недвижимости. На Канаду пришлось 3,5 млрд выручки, на США — 2,3 млрд, на другие страны — 0,8 млрд.
Сети по состоянию на 2022 год:
- Tim Hortons — сеть основана в 1964 году, ассортимент включает кофе, чай, пончики, пирожные, панини, сэндвичи и др.; 5600 точек, оборот $3,82 млрд;
- Burger King — сеть основана в 1954 году, предлагает клиентам гамбургеры, курятину, сэндвичи, картофель-фри и др.; 19,8 тыс. точек, оборот $1,90 млрд;
- Popeyes — сеть основана в 1972 году, в основе меню блюда из курятины, а также морепродуктов, специализируется на луизианской кухне; более 4 тыс. точек, оборот $647 млн;
- Firehouse Subs — сеть основана в 1994 году, предлагает сэндвичи-субмарины, 1242 точки, оборот $138 млн.

Restaurant Brands International заняла 988-е место в списке крупнейших публичных компаний мира Forbes Global 2000 за 2023 год.